# Giyono
Giyono is een bestuurslaag in het regentschap Temanggung van de provincie Midden-Java, Indonesië. Giyono telt 2047 inwoners (volkstelling 2010).